# Aphanotrigonum inerme
Aphanotrigonum inerme är en tvåvingeart som beskrevs av Collin 1946. Aphanotrigonum inerme ingår i släktet Aphanotrigonum och familjen fritflugor. Arten är reproducerande i Sverige. Inga underarter finns listade i Catalogue of Life.